# Joe Ball
Pour les articles homonymes, voir Ball.
Joseph D. (Joe) Ball, né le 7 janvier 1896 à San Antonio au Texas et décédé le 23 septembre 1938, est un tueur en série américain, parfois appelé « l'Homme Alligator », « le Boucher d'Elmendorf » ou « le Barbe-Bleue du sud du Texas ». Il aurait tué au moins vingt femmes durant les années 1930. L'authenticité de son existence fut longtemps incertaine, mais il est une figure du folklore texan.
Après avoir servi sur le front en Europe durant la Première Guerre mondiale, il devint trafiquant d'alcool. Après la fin de la Prohibition, il ouvrit une auberge du nom de Sociable Inn à Elmendorf, au Texas. Il construisit un petit étang contenant cinq alligators et faisait payer les clients désirant assister aux repas, la nourriture consistant la plupart du temps en chats et en chiens vivants.
Par la suite, de nombreuses femmes furent portées disparues dans la région, incluant des serveuses, d'anciennes petites amies et son épouse. Quand deux Texas Rangers vinrent pour l'interroger en 1938, Joe Ball sortit un pistolet de sa caisse enregistreuse et se tira une balle dans le cœur. D'autres sources indiquent qu'il se serait plutôt tiré une balle dans la tête.
Un bricoleur du nom de Clifford Wheeler, qui aurait assisté Joe Ball, admit avoir aidé ce dernier à se débarrasser des corps de deux femmes qu'il aurait tuées. Wheeler signala aux autorités où trouver les restes de Hazel Brown et Minnie Gotthard, et leur indiqua que Joe Ball aurait tué une vingtaine d'autres femmes, mais les alligators avaient fait disparaître la moindre preuve. Il n'y avait également aucun moyen de vérifier qu'ils avaient réellement dévoré la moindre victime du tueur.
Il y avait peu de sources écrites à l'époque qui pourraient permettre de vérifier les crimes de Joe Ball. Le journaliste Michael Hall étudia l'histoire en détail en 2002 et publia ses recherches dans le magazine Texas Monthly.
Le film Le Crocodile de la mort (1977), de Tobe Hooper, est inspiré de l'histoire de Joe Ball.